# Dushman Duniya Ka – Liebe schmerzt
Dushman Duniya Ka – Liebe schmerzt (Hindi, wörtl.: Feind der Welt, Originaltitel: Dushman Duniya Ka, Alternativtitel: Liebe schmerzt) ist ein Hindi-Film aus dem Jahr 1996.

## Handlung
Mahesh (Jeetendra), ein Waise, verliebt sich in Reshma (Sumalatha), ebenfalls eine Waise. Mit Hilfe von Badru, dem Bruder Maheshs, heiraten sie und werden bald stolze Eltern eines Sohnes, den sie Lucky nennen. Lucky lebt ein sorgenfreies Leben, da seine Eltern ihm das geben, was sie selbst nicht hatten, auch wenn sie in finanzieller Hinsicht oft selbst zurückstehen müssen, damit es ihrem Sohn an nichts fehlt. Sogar Badru gibt sein Leben, als er sich vor einen Lkw wirft, um Lucky zu retten. 
Seine glückliche Welt endet bald in Scherben, als er nach einem Vorfall mit seiner Freundin an den Ziegen-Baba gerät, der Drogen an die Studenten verkauft. Er wird abhängig und kommt aus dem Teufelskreis nicht mehr heraus. Nachdem Luckys bester Freund durch Tollkühnheit im Rausch tödlich verletzt worden ist, verspricht Lucky ihm, bevor er stirbt, die Hände von den Drogen zu lassen. Lucky ist auf dem Weg der Besserung und entkommt der Sucht. Sein Vater, der schwer enttäuscht von seinen Drogenexzessen war, kann seinem Sohn das College nicht mehr finanzieren, beschafft ihm aber Arbeit, die er auch zu aller Zufriedenheit bewältigt. Doch immer wieder verfolgen ihn seine Kumpels, weshalb sein Vater vermutet, dass Lucky immer noch drogenabhängig ist. Mahesh verstößt ihn und wirft ihn aus seinem Haus. Lucky beginnt ein Leben in der Gosse. Um sich und seine Kumpane mit Drogen versorgen zu können, wird er zum Dieb. Als der Ziegen-Baba keinen Kredit mehr gewährt, raubt die Bande einen Juwelierladen aus. Es kommt zu einer wilden Verfolgungsjagd mit der Polizei. Luckys Wagen überschlägt sich, doch er entkommt verwundet. Dann schleicht er sich zu Hause ein und tötet, um an das Geld zu kommen, seine eigene Mutter. Mahesh ist gerade zur Tür hereingekommen und will seinem Sohn zum letzten Mal helfen: Er erschießt ihn unter Tränen.

## Aussage/Hintergrund
Regisseur Mehmood beschäftigt sich in diesem teils für ihn typisch komischen sowie tragischen Spielfilm mit der Privilegierung der sozial höheren Schichten und der Drogenpolitik Indiens.
Der Film endet mit der Einblendung: Hopefully THE END to drugs (engl. hoffentlich das Ende der Drogen), und einer im Scheiterhaufen verbrennenden Haschischzigarette.